# Cédric Manche
Cédric Manche, né le 14 mars 1975 à Ixelles (région de Bruxelles-Capitale), est un scénariste et dessinateur belge de bande dessinée.

## Biographie
Cédric Manche naît le 14 mars 1975 à Ixelles, une commune bruxelloise. Durant ses études à l'École de recherche graphique (ERG) de Bruxelles (1993-1998) — dont il sort licencié en arts plastiques, visuels et de l’espace —, Cédric Manche prend part, avec Bert, Claude Desmedt, David Libens et Martin Maillard, à la création du SPON. Il participe à l'ensemble des quarante-sept numéros de ce fanzine hebdomadaire de bandes dessinées alternatives (auquel se joindront Sacha Goerg, Stéphane Noël et Stéphanam). Dans cette revue publiée entre janvier et décembre 1999, Cédric Manche travaille sur des cadavres exquis, des planches autobiographiques et des récits plus expérimentaux. Il participe à un récit pour le collectif Abruxellation publié par les éditions de L'Employé du Moi dont il est l'un des cofondateurs,. À la suite de la lecture de ce récit, la scénariste Loo Hui Phang le contacte afin de lui proposer une collaboration. Leur premier album, baptisé Panorama, paraît en 2004 aux éditions Atrabile et est suivi d'un second volet. J'ai tué Géronimo qui paraît en 2007. 
Toujours en 2007, Cédric Manche organise une exposition dans le cadre de la quatrième Quinzaine de la Bande Dessinée de Bruxelles et il y présente les planches de J'ai tué Géronimo et celles de son projet international baptisé Polyominos (élaboré avec Jérôme Poloczek). Il participe ensuite à un autre projet du même ordre dans le cadre de l'exposition consacrée à Atrabile lors du Festival BDFIL (Festival international de bande dessinée de Lausanne).
Il expose au Centre culturel du Forum de Meyrin, Genève, Suisse d'octobre 2012 à décembre 2012 en participant à l'exposition Génération Spontanée ? La nouvelle scène belge indépendante, production Wallonie-Bruxelles International/Centre Wallonie-Bruxelles de Paris sous le commissariat de Thierry Bellefroid.
Il participe également à Vivre ?, un album collectif sur la prévention du suicide en 2010 ainsi qu'à Comicscope de David Rault en 2013. Il réalise seul Modèle réduit qu'il publie dans la collection « vingt-quatre » aux éditions de L'Employé du Moi en 2015.
Cédric Manche est par ailleurs musicien, il a d'abord fait partie des groupes musicaux Sueellen et Snowpop puis il rejoint la formation Carl et les hommes boîtes.
Depuis 2009, Manche est professeur de bande dessinée au sein de l’ESA Saint-Luc Bruxelles où il vit également.

## Œuvres publiées

### Albums
- Place (scénariste et dessinateur), six planches dans Étalage, SPON pour la librairie Schlirf Book, décembre 1999.
- Attente (scénariste et dessinateur), neuf planches dans Étalage 2, L'Employé du Moi pour la librairie Schlirf Book, janvier 2001.
- Chris Ware (scénariste et dessinateur), avec Jan Baetens (auteur du poème associé), une planche dans Self Service, Fréon, 2001.
- Panorama (dessinateur), avec Loo Hui Phang (scénariste), Atrabile, coll. « Flegme », 2004  (ISBN 2940329125).
- J'ai tué Géronimo (dessinateur), avec Loo Hui Phang (scénariste), Atrabile, coll. « Flegme », 2007  (ISBN 9782940329267).
- Sans titre (scénariste et dessinateur), récit réalisé sur post-it, dans Bile Noire 10×10, Atrabile, 2007.
- Modèle réduit[4], L'Employé du Moi, coll. « vingt-quatre », 2015  (ISBN 978-2-930360-71-3).

### Collectifs
- Abruxellation[10], L'Employé du Moi, Bruxelles, 2000
Scénario : collectif - Dessin : collectif dont Cédric Manche - Couleurs : quadrichromie -  (ISBN 2-930360-00-3) — Préface : Juan d'Oultremont. Participation : Autoroute.
- Polyominos[11], L'Employé du Moi, Bruxelles, octobre 2007
Scénario et dessin : collectif dont Cédric Manche - Couleurs : quadrichromie -  (ISBN 978-2-930360-16-4),Recueil réunissant 20 auteurs qui se sont prêtés aux mêmes règles : raconter une histoire en une planche de 20 cases muettes et modifier ensuite l'ordre des cases afin de raconter une autre histoire. Les deux récits se retrouvent dans cet ouvrage. Contribution : Mélomane, deux planches.
- Vivre ?[12], Centre de prévention du suicide, 2010
Scénario : collectif - Dessin : collectif dont Cédric Manche - Couleurs : quadrichromie,Album né de l'initiative du Centre de Prévention du Suicide à l'occasion de ses 40 ans. Dépôt légal : D/2010/12.301/1. Participation : La Fin du Volcan Eyjafjallajokull
- Appendix, L’Employé du Moi, Bruxelles, octobre 2010
Scénario : collectif - Dessin : collectif dont Cédric Manche - Couleurs : quadrichromie -  (ISBN 978-2-930360-32-4),Téléchargeable gratuitement au format PDF sur le site de l'éditeur[13].
- Participation à Comicscope de David Rault, L'Apocalypse, 2013.

#### Artbooks
- Bruxelles - 20 ans / 20 auteurs[14], Pierre Dejemeppe, Bruxelles, septembre 1999
Scénario : Thierry Bellefroid - Dessin : collectif - Couleurs : quadrichromieÉdité à l'occasion des 20 ans de la Région Bruxelles-Capitale avec François Avril, Philippe Berthet, Émile Bravo, Renaud Collin, Nicolas de Crécy, Johan De Moor, André Geerts, Dominique Goblet, Sacha Goerg, Jean-Claude Götting, André Juillard, Régis Lejonc, Jacques de Loustal, Cédric Manche, Vincent Mathy, David Merveille, Ever Meulen, François Schuiten, Thierry Van Hasselt et Bernar Yslaire. Format à l'italienne.

### Dans des périodiques
- SPON nos 1 à 47, 5 janvier 1999 à décembre 1999.

### Expositions

#### Expositions collectives
- Génération spontanée[15] :

1. Espace Franquin, Angoulême du 27 au 30 janvier 2011 ;
2. Centre culturel du Forum de Meyrin, Genève, Suisse, octobre-décembre 2012[16].

#### Livres
: document utilisé comme source pour la rédaction de cet article.
- Jacques Fiérain, « Manche, Cédric », dans La BD à Bruxelles et en Brabant, Charleroi, Éd. l'Âge d'or, avril 2003, 144 p., ill. ; 31 cm (ISBN 9782960119664 et 2960119665, OCLC 470388171, présentation en ligne), p. 98. .
- Le 9e Rêve no 6, Bruxelles, Institut Saint-Luc de Bruxelles, École de recherche graphique, 2006, 144 p. (présentation en ligne), p. 58. .
- Thierry Bellefroid et Jean-Marie Derscheid, « Manche Cédric Dessinateur - Scénariste », dans 77 auteurs de bande dessinée en Wallonie et à Bruxelles, Bruxelles, Wallonie-Bruxelles International, 2017, 128 p. (ISBN 2-930071-83-4, lire en ligne), p. 72
- Philippe Mellot, Michel Denni, Laurent Turpin et Isabelle Morzadec, Trésors de la bande dessinée : BDM 2021-2022 - Catalogue encyclopédique et Argus, Paris, Les Arènes, novembre 2020, 22e éd., 1700 p., ill. ; 23 cm (ISBN 9791037502582, OCLC 1240308146, présentation en ligne), p. 577, 750, 834. .

#### Interview
- Entretien avec Cédric Manche sur XeroXed.be.